# Karl Zeller
Karl Zeller (ur. 19 czerwca 1842 w St. Peter in der Au, zm. 17 sierpnia 1898 w Baden) – austriacki kompozytor operetkowy i radca ministerialny. Zasłynął jako twórca operetki Ptasznik z Tyrolu.
Karl Zeller od dziecka przejawiał zdolności muzyczne. Jako jedenastolatek śpiewał w chórze chłopięcym Wiener Hofkapelle. Wybrał jednak studia prawnicze, na których uzyskał doktorat. Po ukończeniu nauki został urzędnikiem, komponował zaś dla przyjemności. Stworzył operę komiczną Joconda (1876) oraz operetki: Die Carbonari (1880), Wagabunda (1886), Ptasznik z Tyrolu (1891), Sztygar (1894), Der Kellermeister (dokończona przez Johanna Brandla i wystawiona po śmierci Zellera; 1903). Poza pierwszymi dwoma utworami, pozostałe powielają schemat Ptasznika z Tyrolu. Utwór ten odniósł duży sukces, dając Zellerowi sławę kompozytora operetkowego i przedstawiciela operetki wiedeńskiej. W 1897 Zeller został skazany w procesie spadkowym na rok więzienia, za dwukrotne krzywoprzysięstwo. Karę jednak umorzono ze względu na jego zły stan zdrowia – cierpiał wtedy na chorobę mózgu. Musiał natomiast ustąpić ze swego urzędniczego stanowiska. Rok później zmarł. Pochowany na Cmentarzu Centralnym w Wiedniu.
Twórczość Zellera pojawiła się w okresie, gdy minęły największe sukcesy Johanna Straussa i Karla Millöckera, a nie nadeszły jeszcze premiery Ferenca Lehára, Leo Falla i Imre Kálmána. Utwory Zellera należały do nurtu ludowego operetki, nawiązującego nieco do starej formy singspielu.